# La Pierre de lune (roman de Wilkie Collins)
Pour les articles homonymes, voir Pierre de lune (homonymie).
La Pierre de lune (The Moonstone) est un roman de Wilkie Collins (1824-1889). Cette histoire fut d'abord publiée en feuilleton (32 épisodes hebdomadaires parus du 4 janvier 1868 au 8 août 1868 dans le magazine All the Year Round dirigé par Charles Dickens, puis repris en volume chez Tinsley Brothers.

## Présentation
La Pierre de lune est considéré comme le premier roman de détective moderne en langue anglaise, même s'il a succédé aux deux œuvres d'Edgar Allan Poe : Double assassinat dans la rue Morgue (1841) et La Lettre volée (1845), qui étaient des nouvelles et non des romans,
Plusieurs éléments, qui deviendront des classiques du roman policier, sont déjà bien installés : rebondissements nombreux, fausses pistes, multiplicité des suspects possibles, indices insignifiants, et jusqu'au sergent Cuff au physique longiligne, d'une intelligence exceptionnelle... mais qui pourtant se trompera lourdement.

## Résumé
Texte en ligne sur Gallica
La Pierre de lune est un très gros diamant jaune, incrusté dans une statue hindoue représentant la lune. Il est volé par le colonel Herncastle durant la prise de Srirangapatna en 1799. À sa mort, Herncastle offre le diamant à sa nièce, Miss Rachel Verinder. Selon son testament, il lui est remis le jour de son anniversaire. Mais à peine en prend-elle possession, que le diamant lui est volé la nuit-même, pendant son sommeil, dans un tiroir de sa chambre.
Presque tous les protagonistes de l'histoire peuvent être soupçonnés, à commencer par Miss Rachel elle-même, mais aussi sa mère, Milady Verinder, ses deux cousins et soupirants : Franklin Blake, jeune homme dynamique et aventurier, Godfrey Ablewhite, jeune orateur aux activités charitables, Rosanna Spearman, femme de chambre au passé trouble, la dévote Miss Clack, M. Murthwaite un mystérieux explorateur de l'Inde, l'honorable homme de loi Matthew Bruff, le nerveux Dr Candy et son antipathique assistant Ezra Jennings, mais par-dessus tout, les trois mystérieux hindous qui rôdent dans Londres et la campagne anglaise, autour du diamant. Seul le vieux valet Gabriel Betteredge semble au-dessus de tout soupçon ainsi que le sergent Cuff, le fameux détective.
Le mystère de la disparition du diamant sera bien entendu résolu après plusieurs rebondissements spectaculaires.

## Commentaires
- L'histoire est narrée par les récits successifs de douze témoins directs, composant une multitude de points de vue subjectifs sur l'affaire. Les plus savoureux sont ceux du dévoué Betteredge, admirateur sans borne de Robinson Crusoé, et de Miss Clack, insupportable dévote, jalouse, intéressée et refoulée.
- L'histoire dénonce de nombreux vices cachés de la société victorienne : sexualité refoulée et cachée (Miss Rachel, Miss Clack, Godfrey Ablewhite), mépris des domestiques (Rosanna Spearman), opiomanie (Ezra Jennings), xénophobie (Betteredge, Ezra Jennings), hypocrisie sociale (Miss Clack, Godfrey Ablewhite)...

## Popularité et Distinctions
Lorsque La Pierre de lune paraît sous forme de série dans un hebdomadaire de Dickens, sa popularité est telle que, tout au long de l'année, des foules se rassemblent à l'extérieur des bureaux du magazine, pour s'arracher les dernières impressions. 
La Pierre de lune occupe la 8e place au classement des cent meilleurs romans policiers de tous les temps établi par la Crime Writers' Association en 1990.
La Pierre de lune occupe également la 7e place au classement des cent meilleurs livres policiers de tous les temps établi par l'association des Mystery Writers of America en 1995.

## Adaptation
- 2016 - The Moonstone (en), mini série de la BBC.